# Grésy-sur-Aix
Grésy-sur-Aix – miejscowość i gmina we Francji, w regionie Owernia-Rodan-Alpy, w departamencie Sabaudia.
Według danych na rok 1990 gminę zamieszkiwały 2374 osoby, a gęstość zaludnienia wynosiła 186 osób/km² (wśród 2880 gmin regionu Rodan-Alpy Grésy-sur-Aix plasuje się na 371. miejscu pod względem liczby ludności, natomiast pod względem powierzchni na miejscu 921.).

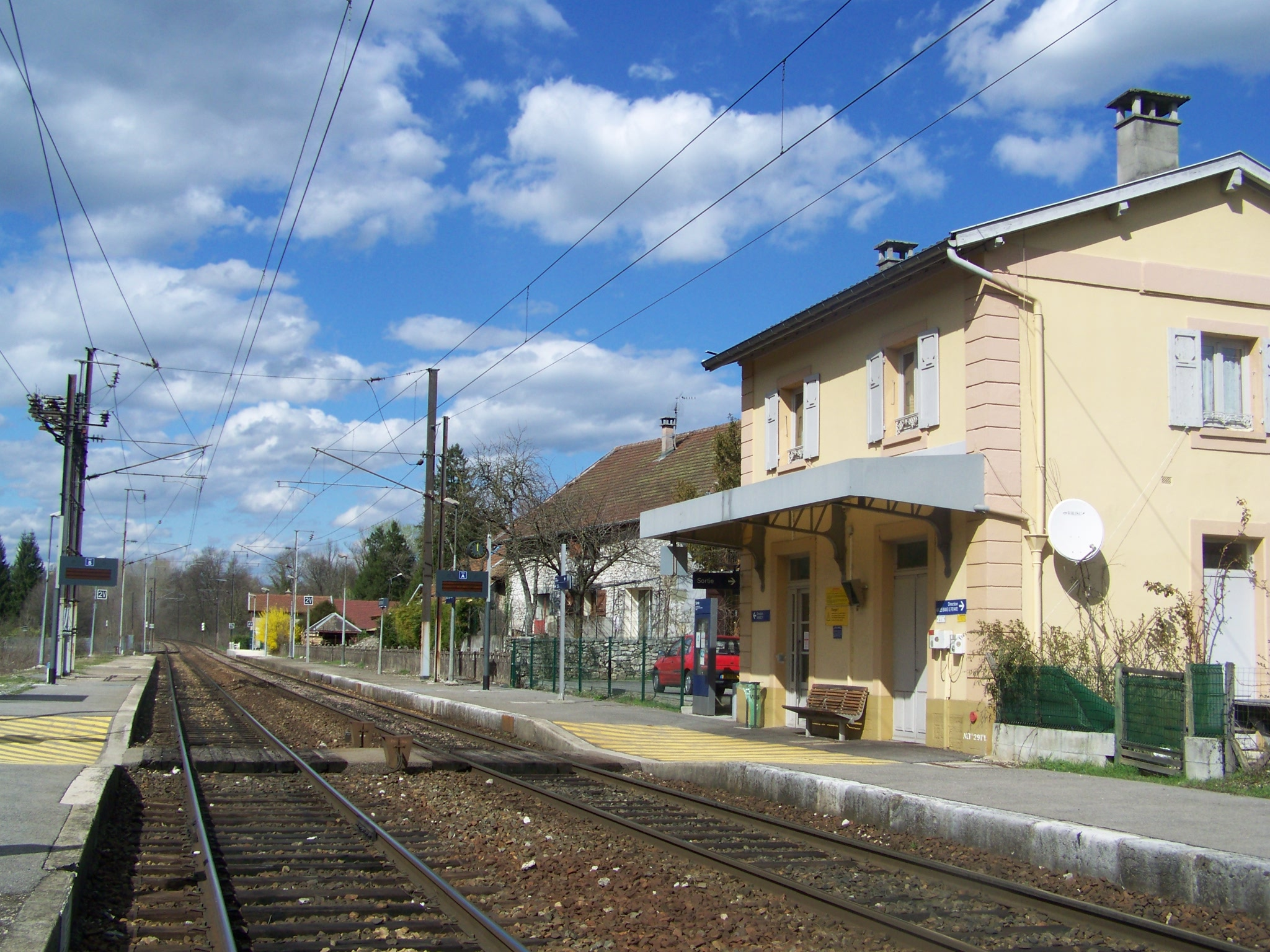
Stacja kolejowa w Grésy-sur-Aix, 2010